# رامون فالي
رامون فالي هو عازف بيانو كوبي، ولد في 29 ديسمبر 1964 في هولغوين في كوبا.

## وصلات خارجية
- رامون فالي على موقع ميوزك برينز (الإنجليزية)
- رامون فالي على موقع أول ميوزيك (الإنجليزية)
- رامون فالي على موقع ديسكوغز (الإنجليزية)